# Dinastia (serial)
Dinastia este un serial de televiziune american din prime-time care a fost difuzat pe postul ABC din 12 ianuarie 1981 până la data de 11 mai 1989. Serialul, creat de Richard și Esther Shapiro și produs de Aaron Spelling, gravitează în jurul familiei Carrington, rezidentă a orașului Denver din Colorado. Din distribuția serialului fac parte John Forsythe, în rolul magantului Blake Carrington, Linda Evans, în rolul soției lui Carrington, Krystle, și Joan Collins, în rolul femeii de afaceri Alexis Colby.
Dinastia a fost conceput de ABC ca răspuns la succesul din prime-time al serialului produs de CBS, Dallas. Deși ratingurile TV pentru primul sezon au fost nesatisfăcătoare, cifrele au crescut în sezonul doi, odată cu introducerea personajului Alexis Colby. În primăvara anului 1985, Dinastia atinge prima poziție în topul celor mai urmărite seriale din Statele Unite. În ultimele două sezoane, popularitatea serialului scade considerabil, ducând la anularea sa, în primăvara lui 1989. Miniseria în două părți, Dinastia: Reuniunea, este difuzată în octombrie 1991. Reboot-ul serialului, având o distribuție nouă, a avut premiera în octombrie 2017, pe postul CW.
Dinastia este nominalizat la Globurile de Aur, la categoria cel mai bun serial TV (dramă), în fiecare an din 1982 până în 1987, câștigând în 1984. Seria a dat naștere de asemenea unei linii de haine și produse de lux, și a dus la lansarea unui serial spin-off, intitulat The Colbys. Alți membrii notabili ai distribuției sunt Pamela Sue Martin, Lloyd Bochner, Heather Locklear, Catherine Oxenberg, Michael Nader, Diahann Carroll, Emma Samms, Rock Hudson, Kate O'Mara și Stephanie Beacham.

## Conceperea serialului
Aaron Spelling, producătorul deja consacrat al serialelor ABC Starsky and Hutch, Îngerii lui Charlie, The Love Boat, Fantasy Island, Vega$ și Hart to Hart, rezonează cu ideea creatorilor Richard și Esther Shapiro de a concepe un serial concentrat pe o familie influentă de bogătași din Denver și conflictele acesteia. Esther Shapiro a precizat că o inspirație pentru serial a fost I, Claudius, miniserie a cărei acțiuni se desfășoară în dinastia iulio-claudiană. Shapiro declară în 1985, "Am vrut să realizăm ceva desfătător, o fantezie americană. Ne-am gândit că oamenii au văzut destule povești cu familii care se destramă. Noi am vrut o familie puternică, de tipul secolului al XIX-lea, în care membrii se confruntau, dar, în ciuda tuturor lucrurilor, încă se iubeau."
Cu intenția de a concura cu serialul de succes de pe CBS, Dallas, titlul inițial al Dinastiei a fost Oil. Numele familiilor protagoniste au fost inițial Parkhurst și Corby; au fost schimbate mai apoi în Carrington și Colby. Actorul american George Peppard a fost distribuit în rolul magnatului Blake Carrington, dar a avut probleme cu jucarea unui personaj antipatic, și a fost înlocuit rapid de John Forsythe. Dinastia a avut premierea pe ABC în data de 12 ianuarie 1981, în cadrul unui program de trei ore.
De-a lungul difuzării sale, Dinastia a explorat subiecte ca violul, homosexualitatea și integrarea rasială, și a pus femeile la a doua tinerețe în prim plan.

## Distribuția
| Imagine indisponibilă                                                                 |  | Imagine indisponibilă                                                                             |
| Linda Evans, în rolul lui Krystle Carrington, secretara și soția lui Blake Carrington |  | Joan Collins, în rolul lui Alexis Colby, fosta soție a lui Blake Carrington și rivala lui Krystle |

- John Forsythe este Blake Carrington[11][12], magnat în industria petrolieră și directorul executiv al Denver-Carrington. Este personajul principal al seriei. Căsătorit cu fosta sa secretară, Krystle, au împreună o fiică. Carrington mai are patru copii, la vârsta maturității, împreună cu fosta lui soție, Alexis. Inițial un om crud, atât în afaceri cât și în familie, Carrington se transformă pe parcurs într-o figură paternă binevoitoare.
- Linda Evans este Krystle Grant Jennings Carrington.[13] Este soția lui Blake Carrington și fosta lui secretară. Krystle a fost căsătorită în trecut cu jucătorul de tenis Mark Jennings și a avut o aventură cu geologistul Matthew Blaisdel. Are împreună cu Blake o fată pe nume Krystina. Krystle este mătușa lui Sammy Jo Dean, singurul copil al surorii sale decedate, Iris.
- Joan Collins este Alexis Morrell Carrington Colby Dexter Rowan. Persoană mondenă și femeie de afaceri, Alexis este fosta soție a lui Blake Carrington. Ea mai are mariaje cu Cecil Colby, Dex Dexter și Sean Rowan. Este îndrăgostită în mod notoriu de Blake, cu care are patru copii: Adam, Fallon, Steven și Amanda. Se îndrăgostește de numeroși bărbați, printre care arhitectul și managerul Roger Grimes, jucătorul de tenis Mark Jennings și petrolistul Rashid Ahmend.
- John James este James Colby,[14] nepotul lui Cecil Colby. A fost crescut la Nine Oaks, proprietatea din Denver a familiei Colby, învecinată cu proprietatea familiei Carrington. Este căsătorit cu Fallon și pentru puțin timp, cu Kirby Adams. Are împreună cu Fallon doi copii, L.B. și Lauren. Fallon și Jeff părăsesc Denver, aceasta fiind principala intrigă a spin-off-ului The Colbys. Cele două personaje se întorc în Dinastia în 1987. Pe parcursul serialului, Jeff se îndrăgostește de Nicole Simpson, Lady Ashley Mitchell și Leslie Carrington.
- Pamela Sue Martin și Emma Sams o interpretează pe Fallon Carrington Colby.[15][16] Este fiica cea mare a lui Blake și Alexis și soția lui Jeff Colby. Are doi copii, L.B. și Lauren Colby. Ca și tânără, are aventuri cu șoferul Michael Culhane, bogătașul Peter De Vilbis, jucătorul de tenis Mark Jennings, doctorul Nick Toscanni și moștenitorul Miles Colby, cu care se căsătorește pentru puțin timp.
- Al Corley și Jack Coleman îl interpretează pe Steven Carrington[17][18], fiul cel mic al lui Blake și Alexis. Este confuz în privința orientării sale sexuale și, deși se consideră homosexual, se căsătorește cu Sammy Jo Dean și Claudia Blaisdel. Împreună cu Sammy Jo are un copil, pe Danny Carrington. Pe parcusul serialului are relații cu Ted Dinard, Luke Fuller și Bart Fallmont.
- Gordon Thomson și Robin Sachs îl interpretează pe Adam Alexander Carrington[19], primul fiu al lui Blake și Alexis, răpit ca bebeluș și crescut ca Michael Torrance în Billings, Montana. Ca adult, își află identitatea și vine în Denver. Obsedat de Kirby Anders și mai târziu însurat cu Claudia Blaisdel și Dana Waring, Adam este un uneltitor fără scrupule, complotând constant să-și mărească influența în dinastia familiei.
- Pamela Bellwood este Claudia Blaisdel Carrington. Fragilă din fire, ea este soția lui Matthew Blaisdel și mama lui Lindsay, și fostă prietenă apropiată de-a lui Krystle. La începutul seriei este externată de la un spital de psihiatrie. Se căsătorește cu Steven și mai apoi, cu Adam. Moare în timpul unui incendiu provocat accidental, la La Mirage.
- Michael Nadar este Farnsworth "Dex" Dexter[20], cel de-al treilea soț al lui Alexis. A fost a doua iubire a vieții lui Alexis, după Blake. Dex are o relație de scurtă durată cu fiica lui Alexis, Amanda, ceea ce duce la certuri între cele două și în final la sfârșitul mariajului.
- Heather Locklear este Samantha Josephine "Sammy Jo" Dean Reece Carrington Fallmont. Avidă, cauzatoare de probleme și totuși fermecătoare, este nepoata lui Krystle, soția lui Steven și a lui Clay Fallmont și mama lui Danny Carrington. Se descoperă pe parcurs că este fiica lui Daniel Reece.

## Producția

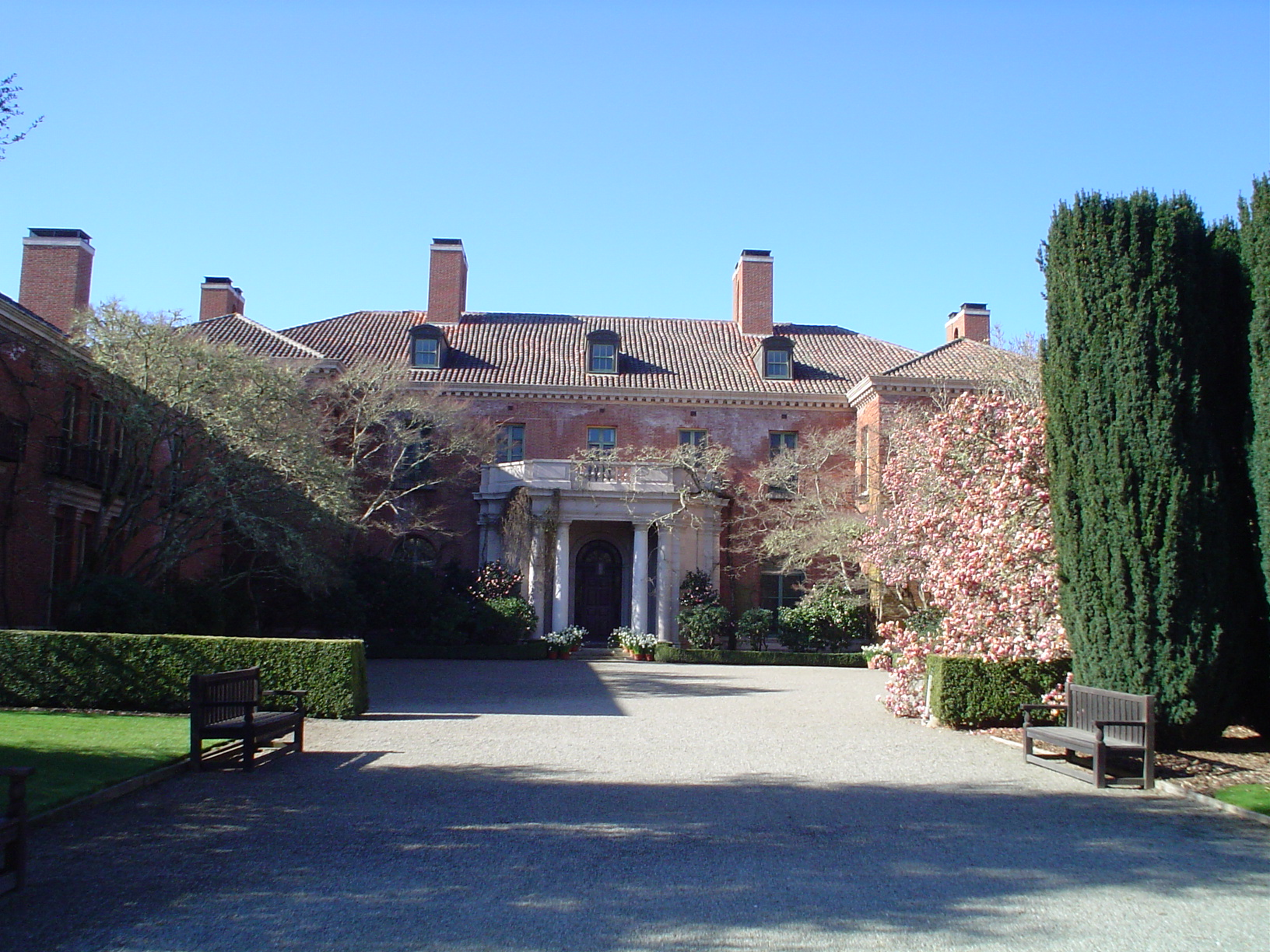
Conacul Filoli din California, folosit ca reședință a familiei Carrington în Dinastia

Dinastia a fost filmat la Warner Hollywood Studios în West Hollywood, California. Domeniul Filoli din Woodside, California a fost folosit ca reședința cu 48 de camere a familiei Carrington în generic, imagini de referință și câteva scene exterioare din episodul pilot. Alte scene din afara conacului au fost filmate pe proprietatea Arden Villa din Pasadena, California.
Designerul de costume Nollan Miller a creat aproximativ 3000 de piese de îmbrăcăminte pe parcursul serialului, spunând "Nu vreau niciodată să îi văd purtând același costum de două ori." Bugetul său săptămânal era de 35,000 dolari.
John Forsythe este singurul actor ce apare în toate cele 220 de episoade ale serialului. Linda Evans apare în 204 din episoade, iar Joan Collins, care nu s-a alăturat distribuției decât din sezonul doi, apare în 195 de episoade. Forsythe și John James sunt singurii actori care au apărut atât în primul, cât și în ultimul episod.

## Episoade
| Sezonul | Sezonul             | Episoade | Episoade | Premiera TV        | Premiera TV       |
| Sezonul | Sezonul             | Episoade | Episoade | Prima transmisie   | Ultima transmisie |
| ------- | ------------------- | -------- | -------- | ------------------ | ----------------- |
|         | 1                   | 15       | 15       | 12 ianuarie 1981   | 20 aprilie 1981   |
|         | 2                   | 22       | 22       | 11 noiembrie 1981  | 5 mai 1982        |
|         | 3                   | 24       | 24       | 27 octombrie 1982  | 20 aprilie 1983   |
|         | 4                   | 27       | 27       | 28 septembrie 1983 | 9 mai 1984        |
|         | 5                   | 29       | 29       | 26 septembrie 1984 | 15 mai 1985       |
|         | 6                   | 31       | 31       | 25 septembrie 1985 | 21 mai 1986       |
|         | 7                   | 28       | 28       | 24 septembrie 1986 | 6 mai 1987        |
|         | 8                   | 22       | 22       | 23 septembrie 1987 | 30 martie 1988    |
|         | 9                   | 22       | 22       | 3 noiembrie 1988   | 11 mai 1989       |
|         | Dinastia: Reuniunea | 2        | 2        | 20 octombrie 1991  | 22 octombrie 1991 |

## Impactul și premiile
La apogeul popularității Dinastiei în 1985, Esther Shapiro declara, "Am transmis un mesaj important pentru femei cu Dinastia. Pentru femeile la a doua tinerețe, ca ele să știe că este OK să tânjești putere și să fii romantică." Joan Collins a declarat în 2018, "Fiecare persoană din Dinastia era arătoasă. Voiai să urmărești personaje bogate și chipeșe care să se confrunte." În 2012, New York Times creditează popularitatea costumelor lui Nolan Miller cu "setarea trendului umerilor înalți într-un deceniu al ținutelor vestimentare impunătoare."
Dinastia a primit nominalizări la Globurile de Aur pentru cel mai bun serial TV (dramă) în fiecare an din 1982 până în 1987, câștingând în 1984. John Forsythe a fost nominalizat la categoria cel mai bun actor de televiziune (dramă) în fiecare an din 1982 până în 1987, câștigând de două ori, în 1983 și 1984. Joan Collins a fost nominalizată pentru cea mai bună actriță de televiziune (dramă) în fiecare an, din 1982 până în 1987, câștigând în 1983. Linda Evans a câștigat la aceeași categorie ca și Collins, în 1982, împreună cu actrița din Dallas, Barbara Bel Geddes. Actorii John James și Gordon Thomson au fost nominalizați pentru cel mai bun actor în rol secundar (TV) (James în 1986, Thomson în 1988).
Dinastia a primit 24 de nominalizări la Premiile Emmy, câștingând doar o dată, în 1984, pentru cele mai bune costume dintr-un serial. 
Serialul a fost premiat de asemenea la People's Choice Awards. În 1982, Evans câștigă premiul Actriță Favorită într-un Program TV Nou. Dinastia a câștigat premiul Dramă TV Favorită în 1984. Evans a câștigat în 1983 și 1984 pentru Actriță TV Favorită.  Evans și serialul câștigă aceleași premii și în 1985, Evans împărțind premiul cu co-starul său, Joan Collins.